# Pasák (hra)

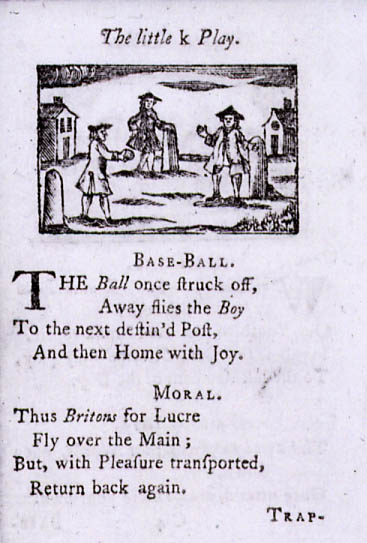
První vyobrazení hry rounders (1744)

Pasák, někdy též pálkovaná (anglicky rounders) je kolektivní pálkovací míčová hra, podobná baseballu. Pochází z Anglie, první zmínky jsou roku 1744 v příručce A Little Pretty Pocket-Book, kde je nazývána Base-Ball.

## Český velký a malý pasák
V českém prostředí se od 19. století rozlišoval pasák na „velký“ a „malý“, které se lišily délkou hřiště (20 kroků malý, 50–100 kroků velký) a počtem hráčů (dva proti dvěma při malém pasáku, 6–16 při velkém). Hrací pole bylo původně pravoúhlé, nověji trojúhelníkové. Pravidla hry byla v Česku oficiálně formulována již koncem 19. století.

### Zajímavost
Jan Neruda vzpomínal, že hrával pasák, když byl „dorůstajícím studentem“ (tedy před rokem 1850):
| „                                     | V polovici dubna jsme už měli „kumiboly“ pečlivě upleteny a uvařeny, „palestry“ už byly oškrábány a ruka na jejich tíži trochu zvyklá... A neodkládalo se pranic dlouho a třeba ještě sníh poletoval a vítr jako břitva řezal, už květly „chytaná“ a „probíhaná“, zkoušely se „malý pasák“, „velký pasák“. Když jsme první „pasáky“ hrávali v hradebních příkopech za Brukou, chroupaly nám pod nohama ještě ledové škváry. | “ |
| — Jan Neruda:Feuilleton (19. 4. 1891) | |   |

## Pasák ve světě
Obdobně jako český pasák existuje v mnoha zemích tradiční národní pálkovací hra. Pálky mohou mít různé tvary, velikosti a konstrukci. Hraje se s 
míčem nebo jiným odpalovaným předmětem. Mnohde takové hry přetrvaly dodnes pod místními názvy jako „palanta“ (Polsko), Německo „Schlagball“ (Německo), „lapta“ (Rusko), „oina“ (Rumunsko, Moldova), „pesäpallo“ (Finsko), „hornus“ (Švédsko), „juegos de bate y pelota“ (Španělsko).

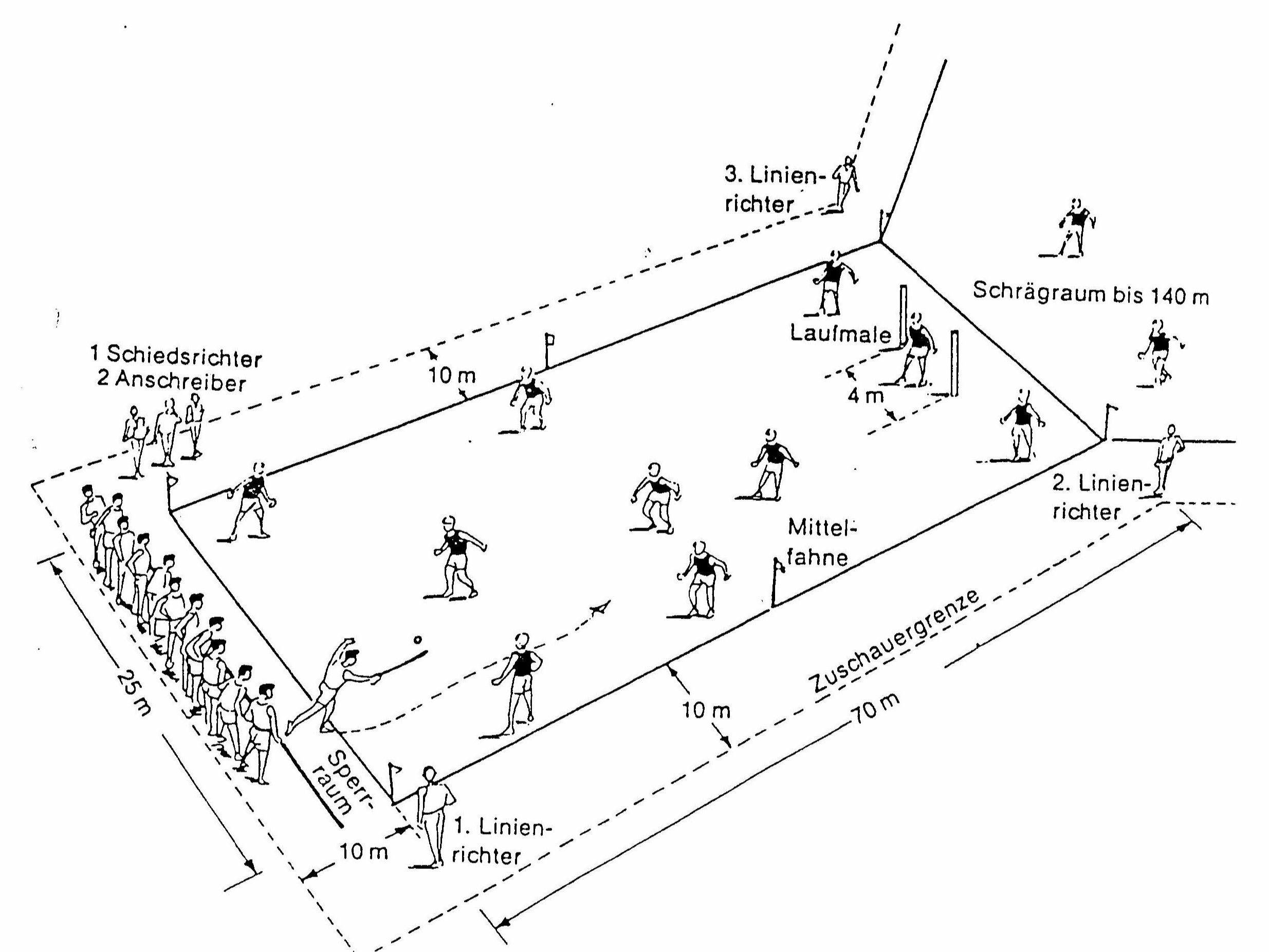
Schlagball (Německo)
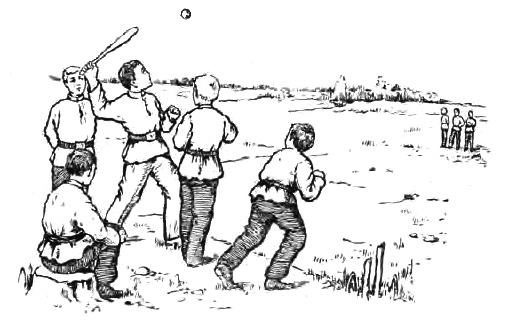
Lapta (Rusko, 1915)
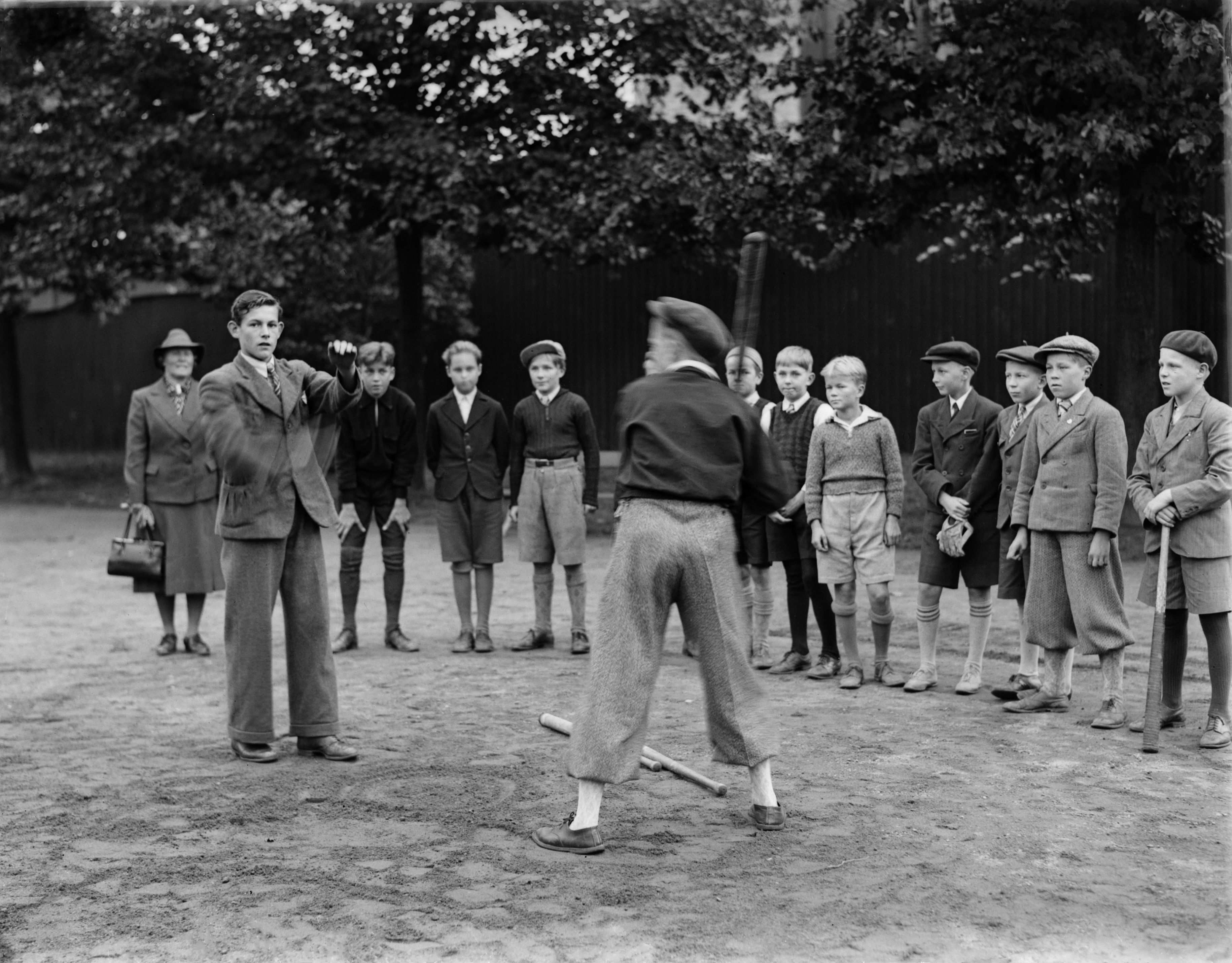
Pesäpallo (Finsko, mezi 1930 a 1940)
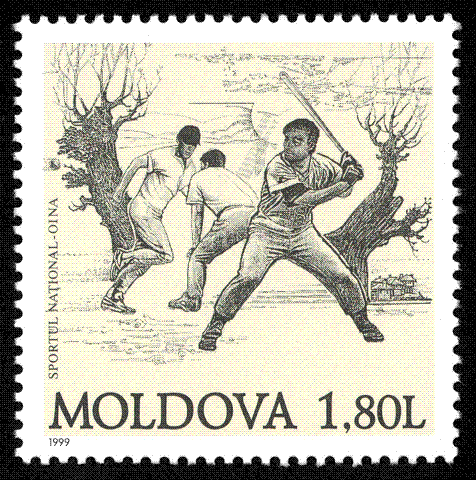
Oina (Moldovská známka, 2010)
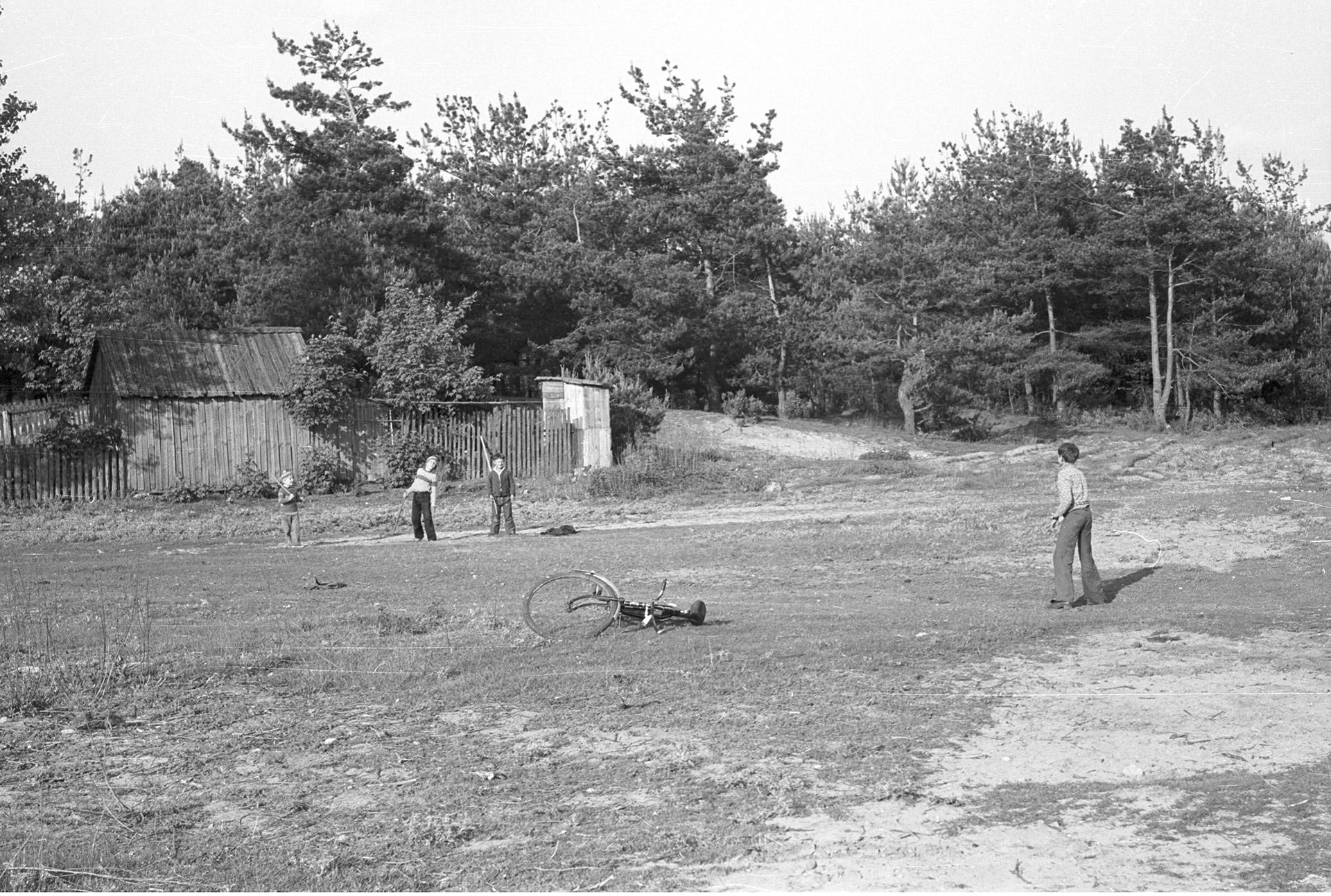
Palanta (Polsko, 1977)